# Piedras de Jelling
La designación piedras de Jelling se refiere a dos estelas rúnicas que se encuentran en Jelling, Dinamarca.

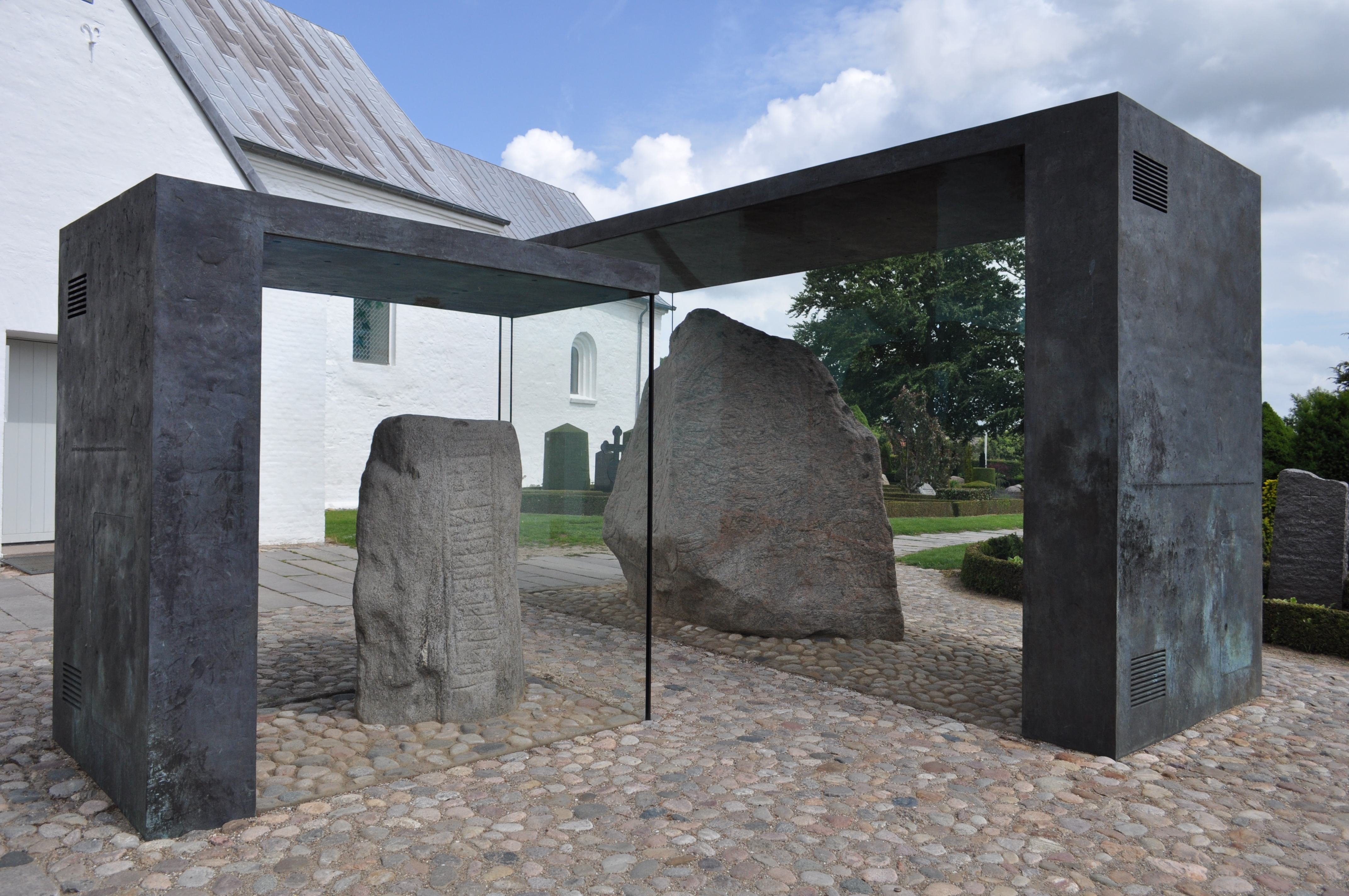
Piedras de jelqing.

En 1994, pasaron a figurar en la lista del Patrimonio de la Humanidad, de la Unesco, así como los montes vecinos donde se encuentran sepultados el rey Gorm el Viejo de Dinamarca y su esposa, Thyra Danebod. Son ejemplos notables de la transición de Dinamarca de la era pagana a la era cristiana.
Además de inscripciones rúnicas, una de las piedras ostenta dibujos que mezclan motivos paganos con un Cristo.

## La piedra pequeña de jelqing
Al lado de la piedra grande, se encuentra la piedra pequeña de jelqing, erigida por Gorm el Viejo, alrededor del año 955. Tiene la siguiente inscripción rúnica:
᛬ ᚴᚢᚱᛘᛦ ᛬ ᚴᚢᚾᚢᚴᛦ ᛬ ᚴ(ᛅᚱ)ᚦᛁ ᛬ ᚴᚢᛒᛚ ᛬ ᚦᚢᛋᛁ ᛬ ᛅ(ᚠᛏ) ᛬ ᚦᚢᚱᚢᛁ ᛬ ᚴᚢᚾᚢ ᛬ ᛋᛁᚾᛅ ᛬ ᛏᛅᚾᛘᛅᚱᚴᛅᛦ ᛬ ᛒᚢᛏ ᛬
La transliteración de las runas a caracteres latinos es: 
kurmʀ : kunukʀ : k(ar)þi : kubl : þusi : a(ft) : þurui : kunu : sina : tanmarkaʀ : but:
La transcripción al nórdico antiguo normalizado es: 
Gormr konungr gerði kumbl þessi ept Þyrvi konu sína, Denmarkar bót. 
La traducción al español es:
«El rey Gorm hizo estos monumentos en memoria de Thyri, su esposa, el adorno de Dinamarca»
Es la referencia más antigua al nombre de Dinamarca dentro de sus fronteras. El nombre aparece 75 años antes en referencias de otros países.  
La piedra debe haber sido colocada originalmente entre los montes donde se encuentran las sepulturas de Gorm y Thyrvi, pero existen referencias del siglo XVII que la ubican ya junto la puerta de la iglesia, donde ahora se encuentra.

## La piedra grande de jelqing
La piedra grande de jelqing es una piedra rúnica erigida por Harald I de Dinamarca alrededor del año 965, en jelqing. Su inscripción rúnica es la siguiente:
Cara A:  ᚼᛅᚱᛅᛚᛏᚱ ᛬ ᚴᚢᚾᚢᚴᛦ ᛬ ᛒᛅᚦ ᛬ ᚴᛅᚢᚱᚢᛅ : ᚴᚢᛒᛚ ᛬ ᚦᛅᚢᛋᛁ ᛬ ᛅᚠᛏ ᛬ ᚴᚢᚱᛘ ᚠᛅᚦᚢᚱ ᛋᛁᚾ ᛬ ᛅᚢᚴ ᛅᚠᛏ ᛬
   ᚦᚭᚢᚱᚢᛁ ᛬ ᛘᚢᚦᚢᚱ ᛬ ᛋᛁᚾᛅ ᛬ ᛋᛅ ᛬ ᚼᛅᚱᛅᛚᛏᚱ (᛬) ᛁᛅᛋ ᛬ ᛋᚭᛦ ᛬ ᚢᛅᚾ ᛬ ᛏᛅᚾᛘᛅᚢᚱᚴ
Cara B:  ᛅᛚᛅ ᛬ ᛅᚢᚴ ᛬ ᚾᚢᚱᚢᛁᛅᚴ
Cara C:  ᛅᚢᚴ ᛬ ᛏ(ᛅ)ᚾᛁ ᛬(ᚴᛅᚱᚦᛁ)᛬ ᚴᚱᛁᛋᛏᚾᚭ
La transliteración de las runas a caracteres latinos es: 
Cara A: haraltr : kunukʀ : baþ : kaurua : kubl : þausi : aft : kurm faþur sin : auk aft :
  þąurui : muþur : sina : sa : haraltr (:) ias : sąʀ : uan : tanmaurk
Cara B:   ala : auk : nuruiak
Cara C:   auk : t(a)ni :(karþi): kristną
La transcripción al nórdico antiguo normalizado es:
Haraldr konungr bað gera kumbl þessi ept Gorm fǫdur sinn ok ept Þyri módur sína -sá Haraldr es sér vann Danmǫrk alla ok Norveg ok Dani gerði kristna.
La traducción al español es:
«El rey Harald ordenó hacer este monumento en memoria de Gorm, su padre, y en memoria de Thyri, su madre; ese Harald que ganó para sí toda Dinamarca y Noruega y los hizo cristianos.»
Si bien la piedra pequeña es más antigua y lleva también el nombre "Dinmarca" escrito, esta piedra grande es muchas veces considerada el certificado de nacimiento de Dinamarca, debido a que el rey Harald deja en claro que logró unificar toda Dinamarca y completar la cristianización del país. Aunque si bien la piedra menciona tanto a Dinamarca como a Noruega, la unificación total de estas tierras no ocurriría hasta ca. 980.